# Évaux-les-Bains
Évaux-les-Bains é uma comuna francesa na região administrativa da Nova Aquitânia, no departamento de Creuse. Estende-se por uma área de 45,55 km². Em 2010 a comuna tinha 1 397 habitantes (densidade: 30,7 hab./km²).